# Джероян, Георгий Ованесович
Гео́ргий Оване́сович Джероя́н (4 марта 1921, Батуми — 31 мая 1994, Москва) — советский тренер по боксу, заслуженный тренер СССР (1963), кандидат педагогических наук (1954 г.), доцент, теоретик бокса. Судья высшей категории. Участник Великой Отечественной войны.

## Биография
Выпускник геологического факультета Московского государственного университета имени М. В. Ломоносова (1943 г.). Окончил аспирантуру Государственного центрального института физической культуры (1952 г.).
В конце 1940-х начале 1950-х вёл тренировки в игровом зале в старом здании МГУ на Моховой (ныне здание факультета журналистики).
На рубеже 1950–1960-х годов перешёл в московский институт физкультуры, где долгое время тренировал сборную команду общества и студентов Российского Государственного Университета Физической Культуры, Спорта и Туризма (ГЦОЛИФК).
Тренер Московского городского добровольного студенческого спортивного общества «Буревестник».
Подготовил чемпионов СССР Эдуарда Борисова и Валерия Плотникова, чемпиона Европы Виктора Быстрова, призёра чемпионатов Европы и  мира Олега Коротаева, а также других известных боксёров-любителей. Работал доцентом кафедры бокса Российского Государственного Университета Физической Культуры, Спорта и Туризма (ГЦОЛИФК).
Автор большого количества методических и научных трудов по боксу.
Скончался в 1994 году в Москве, похоронен на Востряковском кладбище.

## Основные труды
1. Джероян Г. О. Методика совершенствования техники и тактики в боксе.— В сб.: Говорят мастера ринга. М., Физкультура и спорт, 1963.
2. Джероян Г. О. Тактическая подготовка боксера. М., Физкультура и спорт, 1970.
3. Джероян Г. О., Худадов Н. А. Предсоревновательная подготовка боксера. М., Физкультура и спорт, 1971.
4. Джероян Г. О., Худадов Н. А. Общая физическая подготовка боксера высшей квалификации.— В кн.: Друзья встречаются на ринге. М., Физкультура и спорт, 1972.
5. Дегтярев И. П., Джероян Г. О. Факторный анализ скоростных качеств боксера.— Теория и практика физической культуры, 1968, № 6.
6. Савчин М. П., Джероян Г. О., Дегтярев И. П. Определение интенсивности действий в соревновательных боях.— В сб.: Бокс. М., Физкультура и спорт, 1977.
7. Джероян Г. О., Худадов Н. А. Бокс школьнику. М.: ФиС, 1960.
8. Джероян Г. О., Худадов Н. А. Предсоревновательная подготовка боксеров. М.:ФиС, 1971.-148 с.
9. Джероян Г. О. Совершенствование техники и тактики боксера. М.: ФиС, 1955.-196 с.
10. Джероян Г. О. В кн. Бокс. Учебник для институтов физической культуры. -М.:ФиС, 1979.-с. 54-71